# Sainte-Mère-Église (commune déléguée)
Sainte-Mère-Église est une ancienne commune française, chef-lieu de canton du département de la Manche, et de la région Normandie, peuplée de 1 541 habitants.
La commune est connue pour être l'une des premières communes de France libérées le 6 juin 1944 lors de la bataille de Normandie.
Le 1er janvier 2016, elle fusionne avec les communes de Beuzeville-au-Plain, Chef-du-Pont, Écoquenéauville et Foucarville au sein de la commune nouvelle de Sainte-Mère-Église . Elle prend alors le statut administratif de commune déléguée.

## Géographie

### Localisation
Sainte-Mère-Église est une commune du département de la Manche, dans la région Normandie. Elle est située à 14 km de Carentan et à 37 km de Saint-Lô.
Les communes limitrophes sont Écoquenéauville, Chef-du-Pont, Amfreville, Beuzeville-au-Plain, Carquebut, Fresville, Neuville-au-Plain, Picauville (d), Ravenoville, Sébeville et Turqueville.

### Hydrographie
Sainte-Mère-Église est traversée par la rivière le Merderet.

## Urbanisme

### Voies de communication et transports

Le réseau routier de la Manche.

La commune est traversée dans le sens nord-sud par la route nationale 13 (2 × 2 voies).

### Transport inter-urbain
Sainte-Mère est associée aux transports en commun départementaux par bus (Manéo) via la ligne 1 : Cherbourg-Octeville - Valognes - Carentan - Saint-Lô.

## Toponymie
Formes latinisées Sancte Marie Ecclesia 1080 - 1082, Ecclesia de Sancte Maria, Saincte-Mariglise mention de 1317.
Sainte-Mariglise, « Sainte-Marie-Église », a été altéré en Sainte-Mère-Église. En effet, les formes anciennes impliquent une référence à Marie, sans rapport donc avec Méréglise (Eure-et-Loir) qui est attesté sous la forme Mater ecclesia, église-mère.
Au cours de la période révolutionnaire de la Convention nationale (1792-1795), la commune a porté le nom de Mère-Libre.

## Histoire

### Moyen Âge
Lorsqu'au début du XIe siècle, la première pierre de l'église de Sainte-Mère est posée, la paroisse est déjà en place. L'église est terminée en style gothique quatre siècles plus tard. Avant la Seconde Guerre mondiale, la place de l'église accueille un marché aux veaux. Ce marché a été rouvert en 1973.
L'emplacement du village au cœur du Plain et à proximité de la côte va favoriser la circulation des idées, de même que sa situation privilégiée sur une voie de communication romaine. Son histoire a commencé bien avant « le jour le plus long », avec Henri Ier qui donne le bourg à l'abbaye de Montebourg, Guillaume de Sainte-Mère-Église, sacré évêque de Londres en 1199, les ravages des troupes anglaises au XIVe siècle, la peste, les guerres de Religion, l'existence d'une importante communauté protestante au XVIIe siècle, la Révolution de 1789, les Chouans avec l'exécution en 1796 de leur chef, le vicomte François-Claude-Marie de Bricqueville (1761-1796), l'épopée napoléonienne, la vie municipale sous le Second Empire, etc.
Après 1106, Richard de Reviers, seigneur de Néhou, reçut d'Henri Ier la seigneurie de Sainte-Mère-Église ainsi que le patronage de l'abbaye de Montebourg, et les honneurs de Plympton (Devon), Christchurch (Dorset) et Carisbrooke (île de Wight).

### Temps modernes
À la fin du XVe ou au début du XVIe siècle, la paroisse a pour sieur Jean Simon († av. 1528), écuyer, sieur d'Aroult ou Arot en Appeville, de Beuzeville-au-Plain, Sainte-Mère-Église, Appeville et Rideauville.
En 1567, Jehan Mahieu, écuyer, tenant de la vavassorie de La Fière, est taxé pour ce fief dans le rôle des nobles et roturiers, au titre du ban et de l'arrière ban de la vicomté de Coutances, réalisé par Gilles Dancel, seigneur d'Audouville, lieutenant général du bailli de Cotentin, tenu à Coutances les 20-22 octobre. La vavassorie de La Fière à Sainte-Mère-Église était un fief noble
Par lettres patentes de janvier 1578, enregistrées en 1581, un marché hebdomadaire fut créé au bourg de Sainte-Mère-Église.
La famille de Saint-Simon Courtomer fut seigneur de Sainte-Mère-Église. Le 8 décembre 1678, Jacques-Antoine de Saint-Simon de Couthomer, chevalier, comte dudit lieu, seigneur de Sainte-Mère-Église et des Bohons rend aveu.

### Époque contemporaine

#### Seconde Guerre mondiale

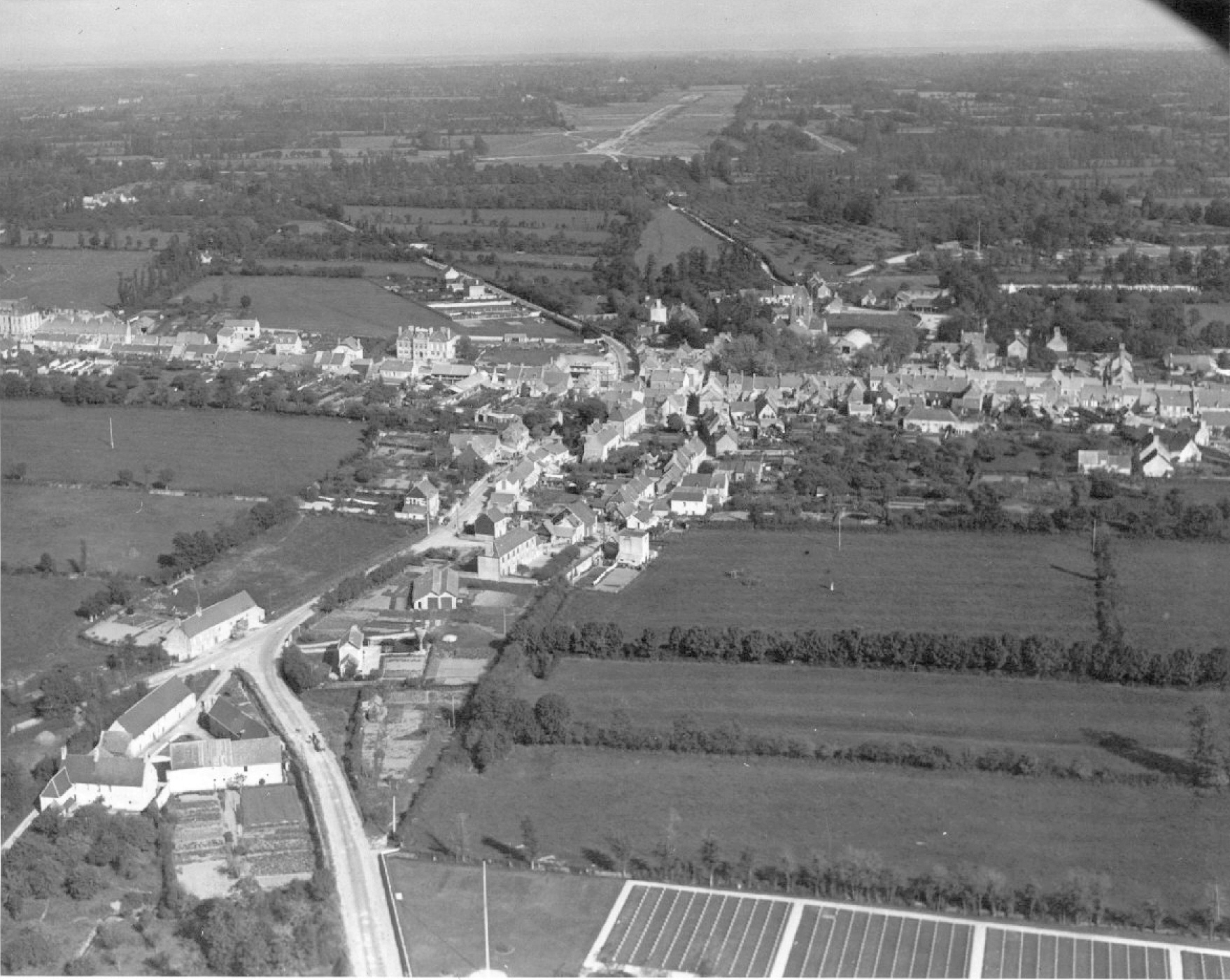
Photo aérienne de Sainte-Mère-Église en juin 1944.

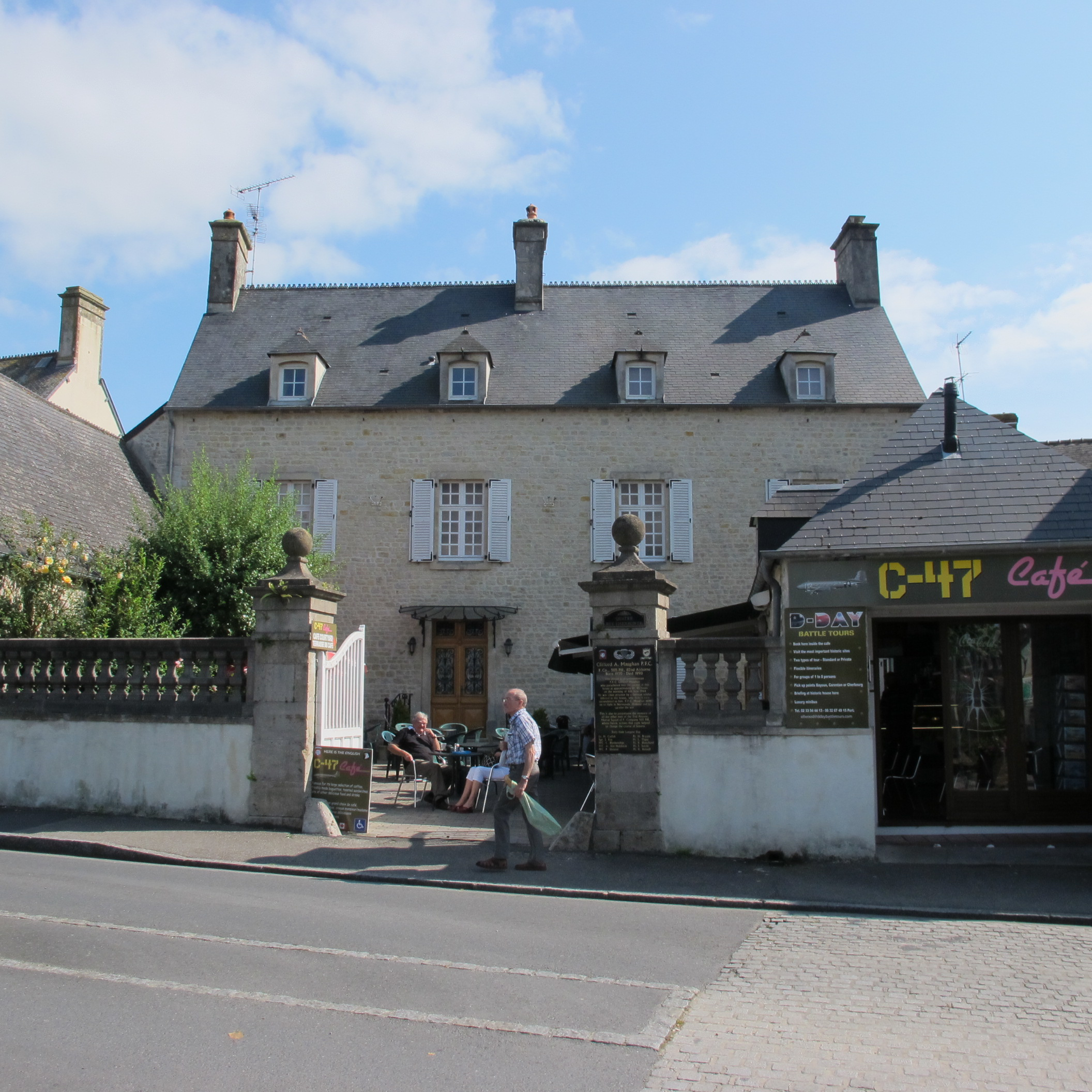
Le 6 juin 1944, à, le parachutiste Cliff tombe dans le jardin de cette maison où loge un officier allemand et qui donne sur la place de l'Église.

Le 18 juin 1940, au cours de la bataille de France, les Allemands font leur entrée dans le bourg et placent sur la mairie un immense drapeau à croix gammée. L'occupation de Sainte-Mère-Église va durer près de quatre ans.
Bientôt des affiches annoncent l'exécution de patriotes coupables d'avoir voulu gagner l'Angleterre en bateau.
Le 5 juin 1944 à 23 h, un incendie se déclare dans un bâtiment en face de la place de l'église. Les pompiers et la population tentent de maîtriser l'incendie en se passant des seaux de mains en mains, surveillés par une cinquantaine de soldats allemands armés de fusils. C'est dans ce contexte que des parachutistes américains atterrissent par erreur dans le village.
Les Allemands tirent sur les parachutistes qui s'abattent sur le sol, l'un d'eux se dirige vers l'incendie. L'un des parachutistes, John Steele, est emporté par son parachute sur le clocher de l'église où il reste accroché deux heures, pendant que les combats font rage en dessous de lui. Les parachutistes qui tombent dans les tilleuls bordant la place ou qui y restent accrochés seront tous tués.
La prise de contrôle de la ville, à 4 h 30, est dévolue à la 82e division aéroportée. Sainte-Mère-Église a revendiqué le titre première ville libérée de France. Il semble aujourd'hui établi que la première commune continentale libérée a été Ranville, et si l'on considère, comme les critères actuels, qu'une ville est peuplée d'au moins 2 000 habitants, c'est Bayeux qui peut revendiquer le titre de première ville, Sainte-Mère n'étant peuplé que de 1 163 habitants en 1936, dernier recensement d'avant-guerre.
Bientôt des renforts venus d'Utah Beach convergent vers Sainte-Mère-Église. L'artillerie allemande pilonne la ville les 6 et 7 juin, occasionnant de nombreuses pertes civiles et militaires.
Le 1er août 1944, la 2e DB du général Leclerc débarque à Utah Beach, traverse la ville, chaleureusement accueillie par la population, puis se dirige sur Avranches pour soutenir la percée.[réf. nécessaire]

#### Après guerre
En 1962, la première pierre du musée des troupes aéroportées est posée.

## Politique et administration
Le conseil municipal était composé, avant la fusion, de dix-neuf membres dont le maire et quatre adjoints.

### Liste des maires
| Période                                  | Période       | Identité         | Étiquette | Qualité                         |
| ---------------------------------------- | ------------- | ---------------- | --------- | ------------------------------- |
| 1944                                     | 1947          | Alexandre Renaud |           |                                 |
| 1978                                     | 1984          | Robert Constans  |           |                                 |
| 1984                                     | mars 2014     | Marc Lefèvre     | DVD       | Conseiller général, vétérinaire |
| mars 2014                                | décembre 2015 | Jean Quétier     | SE        | Retraité cadre                  |
| Les données manquantes sont à compléter. |               |                  |           |                                 |

| Période      | Période      | Identité        | Étiquette | Qualité        |
| ------------ | ------------ | --------------- | --------- | -------------- |
| janvier 2016 | février 2016 | Jean Quétier    | SE        | Retraité cadre |
| février 2016 | mai 2020     | Stéphane Voisin | SE        |                |
| mai 2020     | En cours     | Thierry Ourry   |           |                |

#### Jumelages
- Sturminster Marshall (Royaume-Uni) depuis 1992.

## Équipements et services publics

### Espaces publics
Pour les services, la commune dispose d'un bureau de poste, d'un office du tourisme et d'une bibliothèque.

### Enseignement
Sainte-Mère-Église est rattachée à l'académie de Caen. Il y a une école maternelle et primaire publique et l'école privée Notre-Dame, ainsi que le collège public Saint-Exupéry.

### Santé
Une pharmacie et plusieurs médecins sont présents dans la commune.

### Justice, sécurité, secours et défense
La commune dispose d'une gendarmerie.

## Population et société
Les habitants de la commune sont appelés les Sainte-Mère-Églisais.

### Démographie
| 1793  | 1800  | 1806  | 1821  | 1831  | 1836  | 1841  | 1846  | 1851  |
| ----- | ----- | ----- | ----- | ----- | ----- | ----- | ----- | ----- |
| 1 337 | 1 425 | 1 507 | 1 638 | 1 740 | 1 670 | 1 562 | 1 593 | 1 573 |

| 1856  | 1861  | 1866  | 1872  | 1876  | 1881  | 1886  | 1891  | 1896  |
| ----- | ----- | ----- | ----- | ----- | ----- | ----- | ----- | ----- |
| 1 553 | 1 575 | 1 513 | 1 474 | 1 507 | 1 459 | 1 413 | 1 450 | 1 353 |

| 1901  | 1906  | 1911  | 1921  | 1926  | 1931  | 1936  | 1946  | 1954  |
| ----- | ----- | ----- | ----- | ----- | ----- | ----- | ----- | ----- |
| 1 295 | 1 282 | 1 264 | 1 133 | 1 104 | 1 173 | 1 163 | 1 261 | 1 143 |

| 1962  | 1968  | 1975  | 1982  | 1990  | 1999  | 2007  | 2011  | 2016  |
| ----- | ----- | ----- | ----- | ----- | ----- | ----- | ----- | ----- |
| 1 221 | 1 326 | 1 427 | 1 481 | 1 556 | 1 585 | 1 611 | 1 625 | 1 607 |

| 2019  | - | - | - | - | - | - | - | - |
| ----- | - | - | - | - | - | - | - | - |
| 1 606 | - | - | - | - | - | - | - | - |

### Activités et manifestations

#### Commémoration autour du6 juin
Chaque année se déroulent dans la commune de Sainte-Mère-Église les commémorations du 6 juin, cette manifestation comprend diverses animations : parachutages, concerts, feux d'artifice, reconstitutions, défilés de collectionneurs et militaires, randonnées etc.
Le 5 juin 2004, la veille du 60e anniversaire du débarquement, une émission présentée par Michel Drucker depuis la place de l'Église est retransmise en direct sur France 2 à 20 h 50 en première partie de soirée.

#### Fête du cheval
Chaque année, durant le week-end de Pâques, a lieu à Sainte-Mère-Église un concours hippique national.

#### Marché aux veaux
Jusqu'en 2014, chaque jeudi matin, un marché aux veaux avait lieu sous le marché couvert de Sainte-Mère-Église. Ce marché s'est développé au siècle dernier lorsqu'une prime fut offerte à tout cultivateur qui amènerait des veaux sur le marché hebdomadaire du jeudi qui se tenait sur la place de l'Église.
- 1973 : début de la construction du marché couvert actuel.
- Avril 1974 : ouverture du marché couvert avec plus de 1 000 veaux.

C'était l'un des premiers marchés aux bestiaux de Normandie. Chaque année, environ 20 000 bêtes sont échangées. C'est un véritable spectacle où les marchés se concluent par la parole, commerçants et agriculteurs « se tapent dans la main » pour conclure leurs transactions. Ceux de Cherbourg et Valognes ont également disparu.
Ce marché est fermé depuis 2014. Il a été transféré à Carentan car le coût des travaux de mise aux normes sanitaires était trop élevé[réf. souhaitée].

#### Marché du Terroir et de l'Artisanat
Tous les mardis en juillet, on peut assister au marché du Terroir et de l'Artisanat de Sainte-Mère-Église et découvrir les produits de la région et les créations des artisans.

#### Marche internationale pour la paix
Depuis quelques années, la paroisse Notre-Dame-de-la-Paix de Sainte-Mère-Église organise une « marche internationale pour la paix » reliant Utah Beach à Sainte-Mère, annuellement au mois de mai.

### Sports et loisirs
On trouve notamment un complexe sportif avec salle omnisports et stade.
Jusqu'en 2012, l'Association sportive Plain Cotentin faisait évoluer trois équipes de football en divisions de district.

### Cultes
Jusqu'à la Révolution, la paroisse a relevé du diocèse de Bayeux et du doyenné de Trévières, et forma avec celles de Neuville, Chef-du-Pont, Lieusaint et Vierville, l'exemption de Cotentin ou l'exemption de Sainte-Mère-Église.
Aujourd'hui, la paroisse est rattachée au diocèse de Coutances et Avranches, à l'archidiaconé Centre, doyenné des Marais et des Havres, paroisse Notre-Dame-de-la-Paix.

## Économie et tourisme
La commune dispose d'un parc d'activité avec la zone artisanale « les Crutelles ».
la Laiterie industrielle produisant le Petit Sainte-Mère est implantée sur la commune.
Depuis février 2010, Sainte-Mère-Église forme avec Ravenoville et Sainte-Marie-du-Mont un groupement de « communes touristiques ».

## Culture locale et patrimoine

### Lieux et monuments

#### Patrimoine religieux
- Église Notre-Dame-de-l'Assomption des XIe et XIVe siècles avec un transept roman du XIe siècle, une nef gothique du XIIe siècle, et un clocher du XVIe siècle. L'édifice est classée au titre des monuments historiques par liste de 1840[28]. Le bras nord du transept est éclairé d'un vitrail des parachutistes avec l'archange saint Michel, offert par les vétérans du 505e régiment de la 82e division. L'église abrite plusieurs œuvres classées au titre objet aux monuments historiques: un maître-autel, retable, tableau l'Assomption et statues Vierge à l'Enfant et saint Marcouf, une chaire à prêcher, des stalles et un aigle lutrin du XVIIIe[29].
- La croix de cimetière, connue depuis la publication d'Arcisse de Caumont en 1863[30] et inscrite en 1986 à l'IGPC[31], se dresse à quelques dizaines de mètres au sud de l’église, au coin du parvis, au bord du parking. Elle est constituée de divers éléments reposant sur un piédestal octogonale à quatre degrés (trois au XIXe siècle) : une base de colonne antique, une borne milliaire en calcaire coquillier dit de Valognes, ce qui a peut-être été un fût de colonne taillé en pain de sucre et une sphère en pierre sur laquelle est fichée une croix, autrefois en fonte, aujourd'hui en bois.

Le milliaire romain semble être du Ier ou du IIe siècle, d'après l'inscription très fragmentaire. Cette dernière indique la distance de neuf mille pas avec le chef-lieu de cité des Unelles, Crouciatonnum (plutôt Saint-Côme-du-Mont, selon Pascal Vipard, ou Carentan), sur la voie allant de Valognes (Alauna) à Bayeux (Augustodurum). Mais la borne a pu être déplacée de son emplacement d'origine, lors de sa christianisation, peut-être dès le Moyen Âge.

#### Patrimoine civil

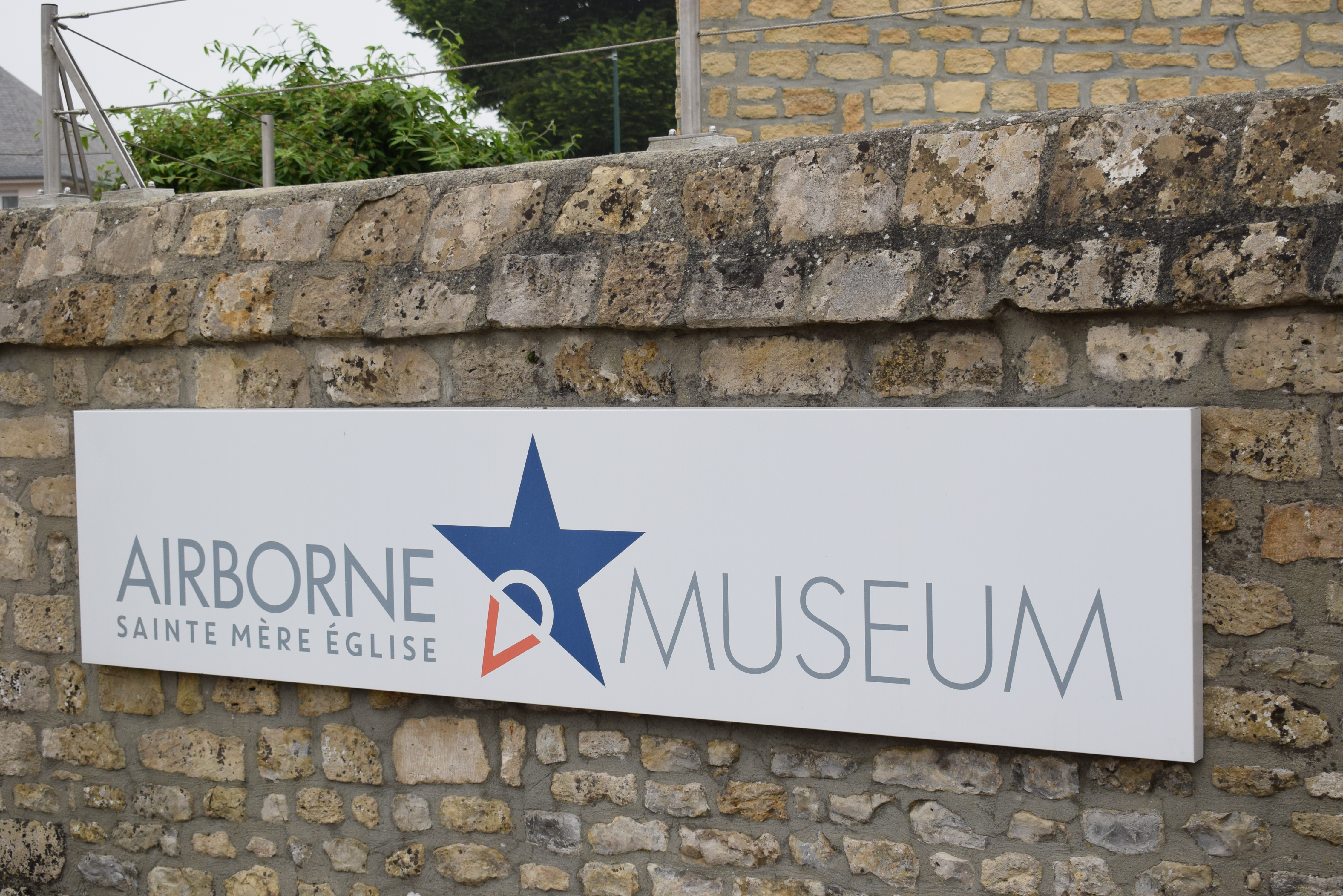
Plaque à l'entrée du Airborne Museum.

- Musée Airborne des troupes aéroportées, troisième site du département le plus visité, collection en plein air sur les troupes aéroportées qui ont contribué à la libération de la commune, mais aussi sur le tournage du film Le Jour le plus long.
- Borne 0 : point de départ de la voie de la Liberté qui se termine à Bastogne en Belgique [35].
- Fontaine Saint-Méen, lieu de pèlerinage, située derrière l'église. Né en Cambrie (actuel Pays de Galles) à la fin du VIe siècle, saint Méen vint dans la région voir saint Marcouf. La légende raconte qu'ayant eu soif lorsqu’il passa à Sainte-Mère-Église, il aurait alors frappé le sol de son bâton et une source aurait jailli à cet endroit. Elle ne fut jamais tarie. Méen est le saint réputé pour soigner les maladies de la peau [36],[37].
- Site de la Fière, ancienne motte castrale du XIe siècle et accolé à un ancien lit du Merderet, un talus fossoyé en fer à cheval. La forteresse permettait de contrôler le passage du gué situé à côté du pont. Selon Frédéric Scuvée, au vu de la nature et des dimensions du lieu, il s'agirait d'un camp protohistorique datant probablement du début de l'âge du fer. Cependant, un petit retranchement extérieur, accolé au grand serait probablement médiéval. La motte aurait été dressée alors que le tracé de la rivière avait changé et passait plus loin. Le tertre, assez petit, est ceint d'un rempart relativement élevé et puissant qui pourrait correspondre à la basse-cour[38].

Le manoir du XVe siècle construit tout à côté jouera le même rôle. Celui-ci présente des restes anciens, dont une petite fenêtre probablement gothique.
Il est possible que l'ensemble soit un immense fort médiéval élevé pendant la guerre de Cent Ans destiné à la défense du gué, notamment en 1372, lors du siège par les troupes françaises du château de Saint-Sauveur-le-Vicomte.
- Pont de la Fière, lieu stratégique lors du débarquement de 1944, où se trouve aujourd'hui le parc Mémorial des parachutistes [35].
- La ferme-musée du Cotentin ayant pour thème l'histoire du monde rural et agricole de Normandie, exposition sur le beurre, et les races animales normandes.
- Monument Iron Mike à La Fière

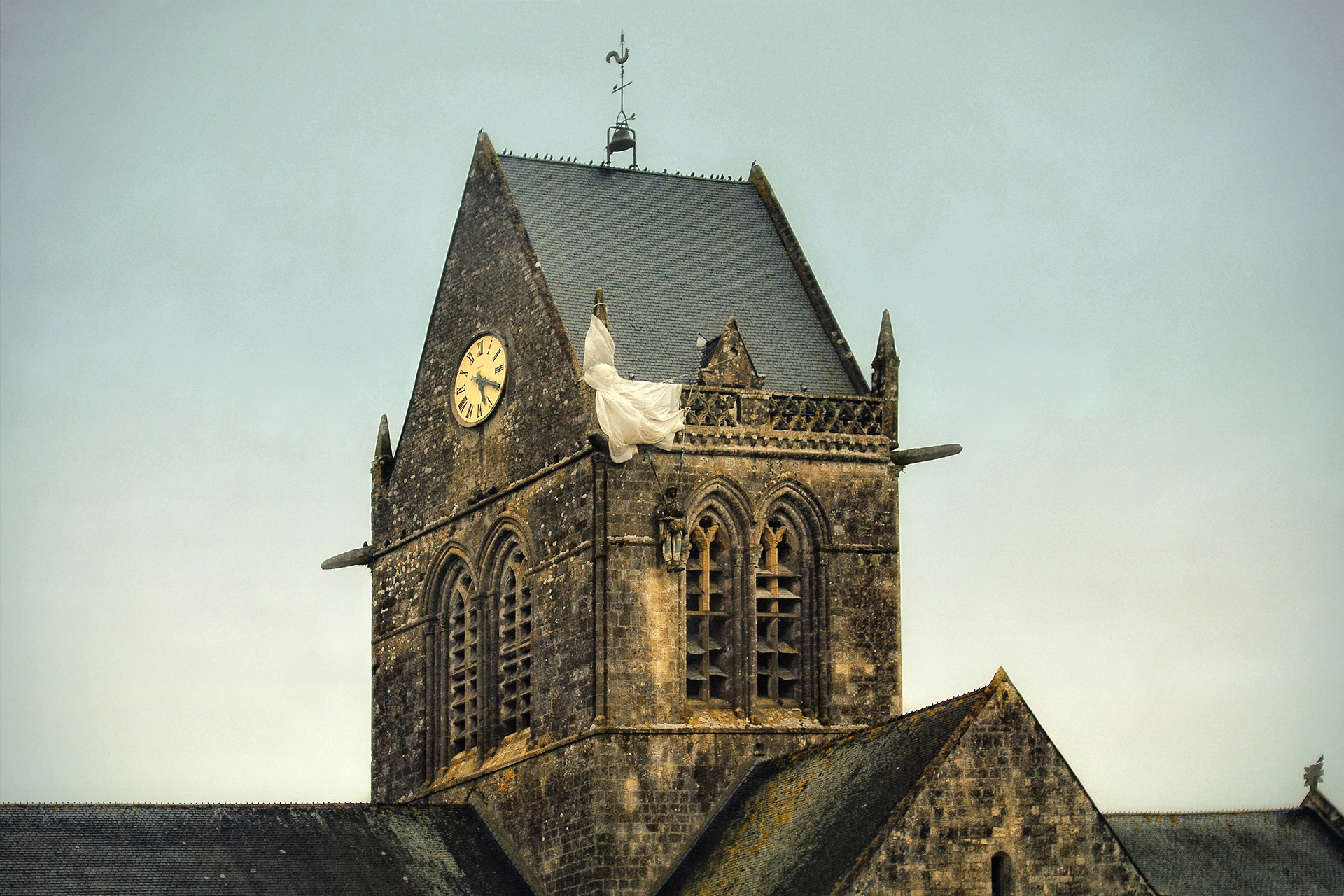
Le mannequin de John Steele et son parachute sur le clocher de l'église de Sainte-Mère-Église.
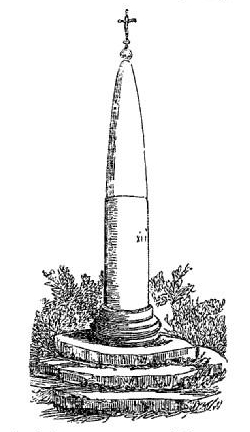
Le dessin de la croix de cimetière, par Georges Bouet, en 1863.
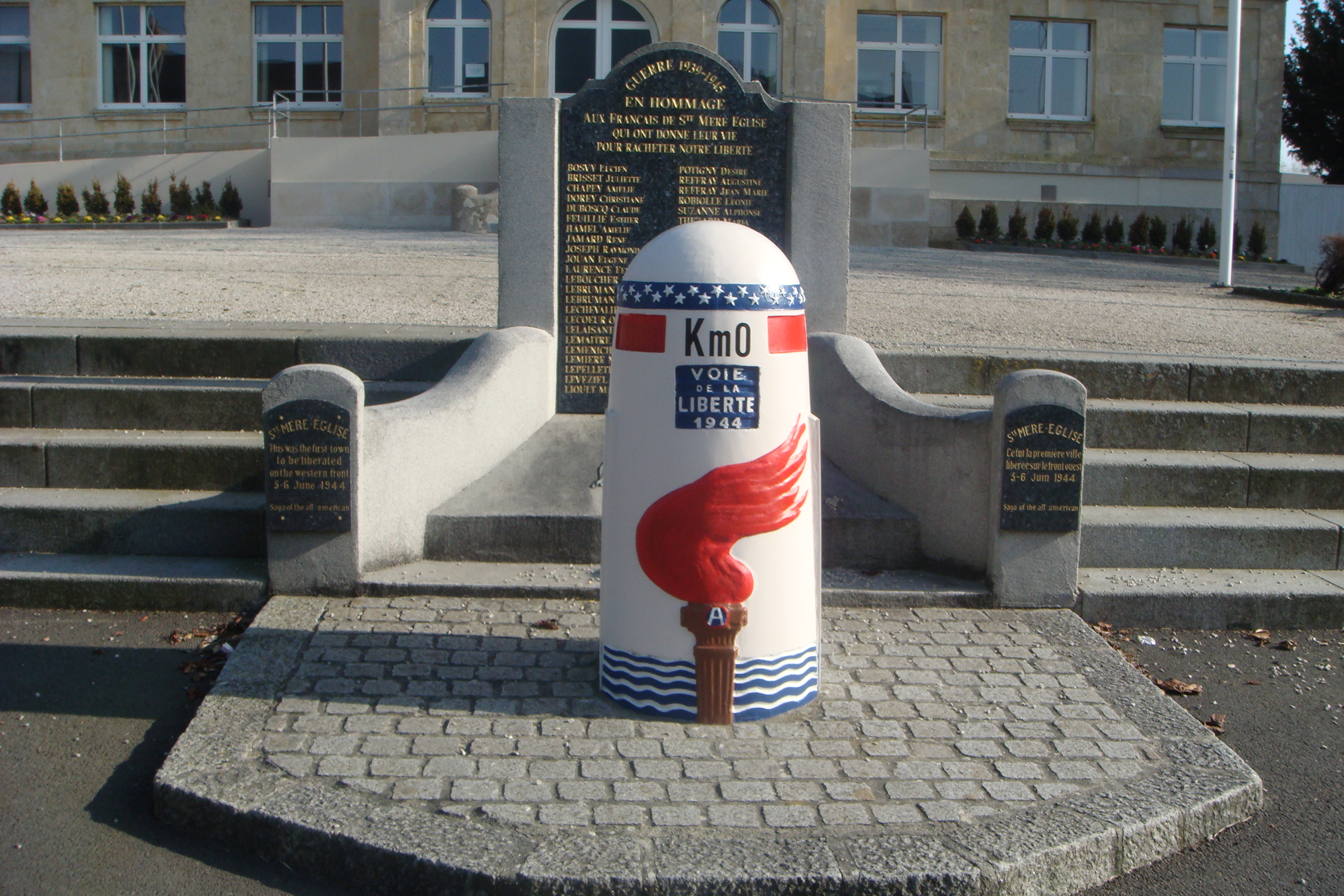
La Borne 0, point de départ de la « voie de la Liberté ».

### Personnalités liées à la commune
- Henri Basnage de Franquesnay (Sainte-Mère-Église, 1615 - 1695), avocat.
- Jean François Oury, capitaine d’Empire et membre du conseil d’arrondissement, maire de Sainte-Mère.
- Félix Roumy (Sainte-Mère-Église, 1861 - 1935), homme politique, président du Conseil général de Nouvelle-Calédonie de 1925 à 1926.
- Paul Cirou (Sainte-Mère-Église, 1869 - 1951), peintre local de la famille d'Aigremont.
- Amand Louis Malençon (Sainte-Mère-Église, 1911 - 1995), chercheur et inventeur dentaire.
- John Steele (1912-1969), parachutiste américain qui doit sa renommée pour être resté accroché au clocher de l'église de Sainte-Mère dans la nuit du 5 au 6 juin 1944 dans le cadre du débarquement de Normandie.

### Héraldique
| Blason de Sainte-Mère-Église (commune déléguée) | Blason  | D'azur à l'église d'argent, couverte d'or et surmontée de deux parachutes aussi d'argent soutenant chacun une étoile du même, l'église chargée des lettres A et M capitales de sable, à la champagne cousue de gueules chargée d'un léopard aussi d'or. |
| Blason de Sainte-Mère-Église (commune déléguée) | Détails | |

#### Bande dessinée
- Operation Overlord, Glénat, 2014, 46 p.
  - Saint-Mère-Église (Scénario : Michaël Le Galli, dessin : Davide Fabbri, couleur : Domenico Neziti)  (ISBN 9782723496667).